# Hà Khánh
Hà Khánh là một phường thuộc thành phố Hạ Long, tỉnh Quảng Ninh, Việt Nam.
Phường Hà Khánh có diện tích 31,9 km², dân số năm 1999 là 5336 người, mật độ dân số đạt 167 người/km².